# Badgeville
Badgeville inc. era una empresa privada de tecnología fundada en 2010 con sede en Redwook City, California, con una oficina adicional en Nueva York. La firma proveía software como servicio (SaaS, por sus siglas en inglés) para sitios web con el objetivo de medir e influenciar el uso del usuario usando técnicas como la ludificación.
Badgeville fue adquirida por CallidusCloud en 2016, la misma fue adquirida por SAP en 2018.

## Historia
La compañía fue fundada por Kris Duggan y Wedge Martin y lanzada en el TechCrunch Disrupt el 27 de septiembre de 2010. En aquel tiempo, la compañía consiguió menos de $300 mil dólares en ángeles inversores.
En noviembre de 2010, levantaron $2.5 millones de dólares en las Series A del Dorado Ventures y Trinity Ventures. Badgeville Posteriormente levantó otros $12 millones en la Serie B en julio de 2011, esta fue dirigida por Norwest Venture Partners y El Dorado Ventures.
En noviembre de 2011, Badgeville dio a conocer su plataforma para empresas. Expandieron su negocio más allá de la ludificación para incluir el manejo de empleados y el sistema de reputación en comunidades.

## Social Fabric
Social Fabric fue un servicio lanzado en septiembre de 2011 por Badgeville. Está diseñado para aumentar el compromiso y fidelidad del usuario. Estaba ofrecido a los cliente como SaaS para permitir a los sitios web incluir elementos de redes sociales. Social Fabric ofrecía stream en base a un algoritmo que se basada en la actividad del usuario, sus intereses, amigos, etc. Social Fabric también proporcionaba notificaciones y alertas.